# Série 77 SNCB
La série 77/78 est une série de 170 locomotives diesel de la SNCB. Ce sont les seules motrices employées sur le réseau belge à être « mixtes », c'est-à-dire pouvant aussi bien faire office de locomotives de ligne que de locomotives de manœuvre. Ce sont aussi les seules locomotives diesel encore en service régulier en Belgique pour la traction de trains de marchandises autres que des trains de chantier Infrabel.
Infrabel possède depuis 2016 des machines de la Série 77/78 cédées par la SNCB.

## Histoire
Les HLD de la série 77/78 ont été livrées selon différents "lots" munis d'équipements différents :
|            |                 | AAR/MAR | Mémor   | BSI     | ATB     | RST     | TBL    | PZB     | GSM-R   |
| Variante 1 | 7701-7708 (8)   | AAR     | d'usine | d'usine | d'usine | ajouté  | ajouté | Non     | Non     |
| Variante 2 | 7709-7718 (10)  | MAR     | d'usine | d'usine | d'usine | ajouté  | ajouté | Non     | Non     |
| Variante 3 | 7719-7728 (10)  | MAR     | d'usine | ajouté  | d'usine | d'usine | ajouté | Non     | Non     |
| Variante 4 | 7729-7770 (42)  | MAR     | d'usine | ajouté  | d'usine | d'usine | ajouté | Non     | Non     |
| Variante 5 | 7771-7870 (100) | Non     | d'usine | ajouté  | d'usine | d'usine | Non    | d'usine | d'usine |

1. ↑  Commande à distance par radio
2. ↑  Répétition des signaux (Belgique)
3. ↑  Attelage automatique
4. ↑  Contrôle de vitesse des trains (Pays-Bas)
5. ↑  Radio sol-train (analogique, France)
6. ↑  Signalisation en cabine (Belgique)
7. ↑  Sécurité ferroviaire (Allemagne, Autriche)

## Caractéristiques[5]

### Caractéristiques générales
Partie caisse :
- Constructeur : Siemens-Vossloh à Kiel (Schleswig-Holstein) en Allemagne
- Freinage : ces motrices sont équipées d'un frein électropneumatique Knorr , équipé d'un robinet de frein direct et d'un robinet de frein automatique. Un compresseur à vis Knorr SL20-5-57 est entrainé électriquement. Présence de sécheur d'air.
- Dispositif de commande : elles sont équipées d'une unité de commande SIBAS 32. Elle agit sur le réglage de vitesse du moteur diesel ainsi que sur la transmission.

### Motorisation
Moteur diesel :
- Constructeur : A.B.C
- Fabrication : 6DZC-1000
- Mode de fonctionnement : moteur à 4 temps suralimenté par un turbocompresseur.
- Mode d'injection : direct
- Réglage de la puissance : par un réglage électronique de la vitesse.
- Démarreur du moteur : grâce un démarreur électrique Bosch.
- Cylindres : 6 cylindres disposé en ligne
- Cylindrée : 15.96/95.76 dm³
- Masse complète : 10,3 tonnes
- Pression de l'injection : 245 bar
- Vitesse moyenne du piston : 10,32 m/s

Transmission :
- Transmission : Transmission hydraulique Voith L4r4 munie de deux convertisseurs de couple pour chaque sens de marche. Commutation en mode ligne (gamme 100) ou en manœuvre (gamme 60), possible uniquement à l'arrêt de la motrice. Freinage hydrodynamique possible.
  - Propulsion mécanique : Ponts d'essieux ZF HKS25 et arbres à cadrans.
  - Disposition des locomotives : Accouplement en traction multiple jusqu'à 3 unités.
  - Services auxiliaires : Entrainement 3x400 V avec alternateur et convertisseur pour l'alimentation des ventilateurs de refroidissement, la charge des batteries ainsi que l'alimentation du compresseur.

### Liens
- HLD 77 sur BelRail
- « Loco771 », sur foudurail.org (consulté le 19 mai 2024)